# Феминистички групни рад
Феминистички групни рад је у социјалном групном раду професионална пракса која уважава вредности, идеје женских клијената. Клијенти су углавном жене које су се суочиле са баријерама у постизању својих потенцијала узрокованих културним нормама. Многе феминистичке групе пружају услуге групног рада женама жртвама силовања, експлоатације, предрасуда и других фактора. Основни фокус је на разумевању и превазилажењу друштвених и структуралних баријера са којима се суочавају жене.